# Pulau Perak
Pulau Perak (Ilha Perak, literalmente "Ilha de Prata") é uma minúscula ilha rochosa que constitui a extremidade oeste do território da Malásia, estando integrada no estado malaio de Quedá. A ilha é basicamente uma rocha de granito que se ergue do oceano no estreito de Malaca.
No dia 11 de março de 2014 foi reportado que o voo MH 370 da Malaysia Airlines, desaparecido deste 8 de março quando estava em rota de Kuala Lumpur na Malásia para Pequim na República Popular da China, foi captado por um radar quando próximo da ilha Pulau Perak às 2h40m da manhã, horário local. 